# 2026-os labdarúgó-világbajnokság-selejtező (UEFA – F csoport)
A 2026-os labdarúgó-világbajnokság európai selejtező, F csoportjának eredményeit tartalmazó lapja. A csoportban a csapatok körmérkőzéses, oda-visszavágós rendszerben játszanak egymással. A csoport győztese kijut a világbajnokságra, a csoport második helyezettje pótselejtezőn vesz részt.
A csoportban Portugália, Magyarország, Írország és Örményország szerepel. Portugália a Nemzetek Ligája 3. negyeddöntőjének győzteseként a csoportba.

## Tabella
| Hely. | Csapat       | M | Gy | D | V | G+ | G– | Gk | P | Továbbjutás                      |           | Portugália | Magyarország | Írország | Örményország |
| ----- | ------------ | - | -- | - | - | -- | -- | -- | - | -------------------------------- | --------- | ---------- | ------------ | -------- | ------------ |
| 1.    | Portugália   | 0 | 0  | 0 | 0 | 0  | 0  | 0  | 0 | Kijut a 2026-os világbajnokságra |           | —          | okt. 14.     | okt. 11. | nov. 16.     |
| 2.    | Magyarország | 0 | 0  | 0 | 0 | 0  | 0  | 0  | 0 | Pótselejtezőn vesz részt         |           | szept. 9.  | —            | nov. 16. | okt. 11.     |
| 3.    | Írország     | 0 | 0  | 0 | 0 | 0  | 0  | 0  | 0 |                                  |           | nov. 13.   | szept. 6.    | —        | okt. 14.     |
| 4.    | Örményország | 0 | 0  | 0 | 0 | 0  | 0  | 0  | 0 |                                  | szept. 6. | nov. 13.   | szept. 9.    | —        |              |

## Mérkőzések
A csoportok sorsolását 2024. december 13-án tartották Zürichben. A menetrendet az UEFA a sorsolást követően, aznap közzétette. Az időpontok közép-európai idő szerint, zárójelben helyi idő szerint értendők.
| 2025. szeptember 6. 18:00 (20:00 UTC+4) |

| Örményország | –           | Portugália |
| ------------ | ----------- | ---------- |
|              | Jegyzőkönyv |            |

|  |

| 2025. szeptember 6. 20:45 (19:45 UTC+1) |

| Írország | –           | Magyarország |
| -------- | ----------- | ------------ |
|          | Jegyzőkönyv |              |

|  |

| 2025. szeptember 9. 18:00 (20:00 UTC+4) |

| Örményország | –           | Írország |
| ------------ | ----------- | -------- |
|              | Jegyzőkönyv |          |

|  |

| 2025. szeptember 9. 20:45 |

| Magyarország | –           | Portugália |
| ------------ | ----------- | ---------- |
|              | Jegyzőkönyv |            |

|  |

| 2025. október 11. 18:00 |

| Magyarország | –           | Örményország |
| ------------ | ----------- | ------------ |
|              | Jegyzőkönyv |              |

|  |

| 2025. október 11. 20:45 |

| Portugália | –           | Írország |
| ---------- | ----------- | -------- |
|            | Jegyzőkönyv |          |

|  |

| 2025. október 14. 20:45 (19:45 UTC+1) |

| Írország | –           | Örményország |
| -------- | ----------- | ------------ |
|          | Jegyzőkönyv |              |

|  |

| 2025. október 14. 20:45 |

| Portugália | –           | Magyarország |
| ---------- | ----------- | ------------ |
|            | Jegyzőkönyv |              |

|  |

| 2025. november 13. 18:00 (21:00 UTC+4) |

| Örményország | –           | Magyarország |
| ------------ | ----------- | ------------ |
|              | Jegyzőkönyv |              |

|  |

| 2025. november 13. 20:45 (19:45 UTC+0) |

| Írország | –           | Portugália |
| -------- | ----------- | ---------- |
|          | Jegyzőkönyv |            |

|  |

| 2025. november 16. 15:00 |

| Magyarország | –           | Írország |
| ------------ | ----------- | -------- |
|              | Jegyzőkönyv |          |

|  |

| 2025. november 16. 15:00 |

| Portugália | –           | Örményország |
| ---------- | ----------- | ------------ |
|            | Jegyzőkönyv |              |

|  |